# Savski Venac
Savski Venac (em cirílico:Савски Венац) é um município da Sérvia localizado no distrito de Belgrado. A sua população era de 42505 habitantes segundo o censo de 2002.

## Demografia
| 1961   | 1971   | 1981   | 1991   | 2002   |
| ------ | ------ | ------ | ------ | ------ |
| 74,971 | 63,531 | 53,374 | 45,961 | 42,505 |